# Alexandra Maquet
Alexandra Maquet (Lyon, 1988. szeptember 27.–) francia énekesnő. Ő képviselte Franciaországot a 2017-es Eurovíziós Dalfesztiválon Kijevben Requiem című dalával. A döntőben 135 pontot kapott, így a 12. helyezést érte el.

## Élete
1988. szeptember 27-én született Lyonban, Alain és Marie-Pierre Maquet gyermekeként.
Már gyerekkorában énekelt és zongorázott. 16 éves korában a család Miamiba költözött. 17 évesen, az amerikai középiskola után, úgy döntött, hogy visszamegy Franciaországba.
A francia mellett angolul, olaszul és portugálul beszél.

## Karrierje

### 2012–2015
2012-ben kezdte meg pályafutását, a Gone, amelyet egy közeli barátja emlékére szentelt, aki egy 2009-ben egy közlekedési balesetben halt meg. A dalt 2012. január 14-én tették közzé. Ezt követte az Elsewhere, 2012. február 3-án jelent meg, és az Again, amit 2012. május 19-én adtak ki.
Első nyilvános előadásait Brüsszelben tartotta, Rooster's bárjában.
Alma-t Chris Corazza és Donatien Guillon fedezte fel a Chic Acoustic-ban, és egy órás koncertet rendezett a Le Malibv-nél Párizsban.

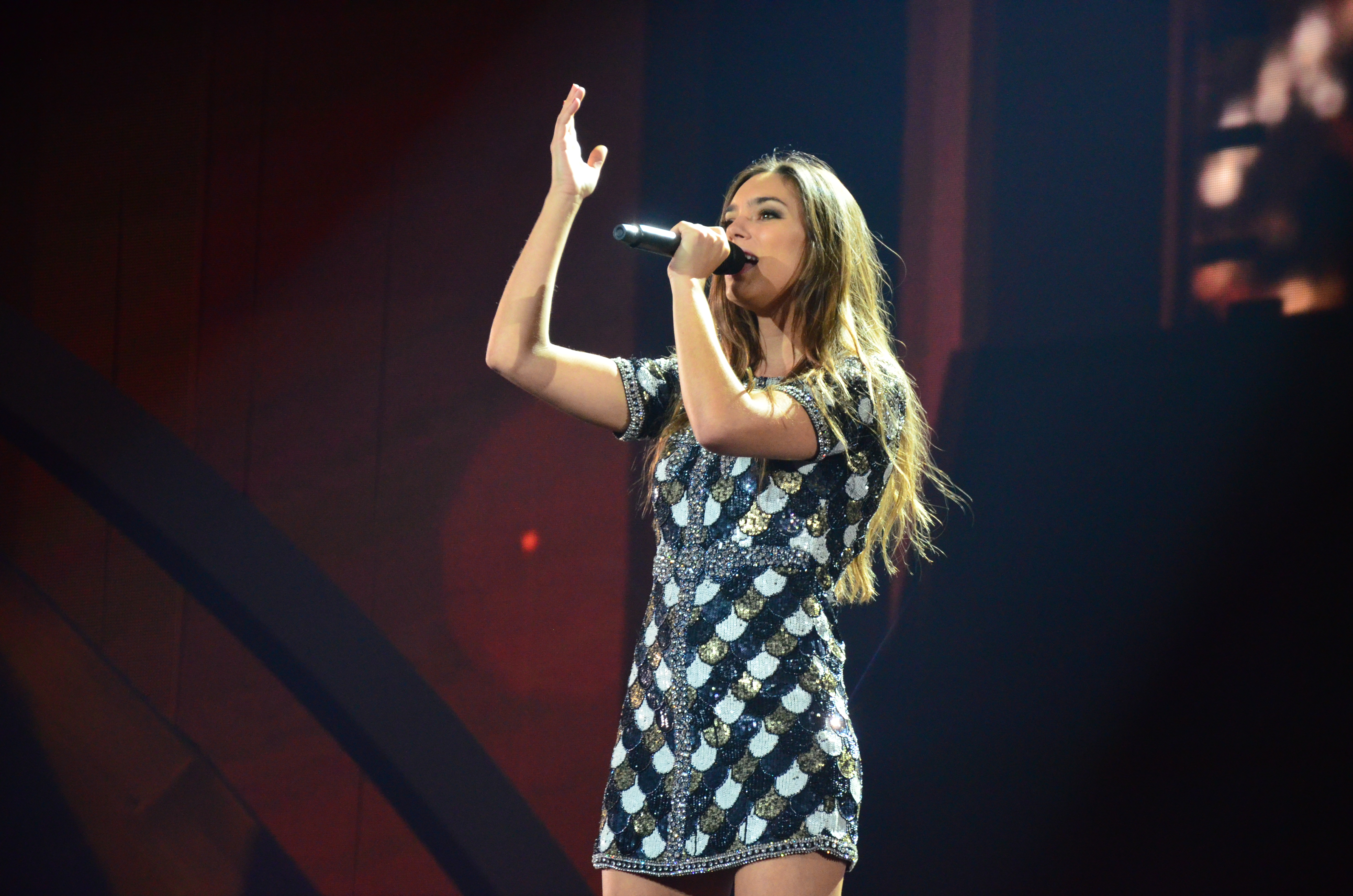
Alma a 2017-es Eurovíziós Dalfesztiválon.

Nazim Khaled zeneszerzővel és énekessel 2014 elején találkozott. Később ő írta a Requiem című dalt.

### 2015–2016
2015. április 10-én szerződést írt alá a Warner Music France-val. 2015 és 2016 között folytatódott Nazim Khaleddel az együttműködése, így 2016. június 10-én kiadta a La Chute Est Lente-t és a Ivre című dalt. Előadóként játszott Amir Haddadonnal 2016 és 2017 között.

### 2017
2017. február 9-én hirdették ki, hogy a 2017-es Eurovíziós Dalfesztiválon ő képviselte Franciaországot, a Nazim Khaled által írt Requiem című dallal. 2017. május 13-án Kijevben 12. helyezést ért el. Alma Ma peau aime című debütáló stúdióalbuma május 20-án jelent meg.

## Diszkográfia

### Albumok
| Cím          | Dátum           |
| ------------ | --------------- |
| Ma peau aime | 2017. május 20. |

### Kislemezek
| Cím                | Dátum | Album        |
| ------------------ | ----- | ------------ |
| Trinquons          | 2014  |              |
| La chute est lente | 2016  | Ma peau aime |
| Requiem            | 2017  | Ma peau aime |

## Fordítás
Ez a szócikk részben vagy egészben  az   Alma (French singer) című angol Wikipédia-szócikk fordításán alapul.  Az eredeti cikk szerkesztőit annak laptörténete sorolja fel. Ez a jelzés csupán a megfogalmazás eredetét és a szerzői jogokat jelzi, nem szolgál a cikkben szereplő információk forrásmegjelöléseként.